# یواس‌اس شاولر (ای‌ام-۳۸۲)
یواس‌اس شاولر (ای‌ام-۳۸۲) (به انگلیسی: USS Shoveler (AM-382)) یک کشتی بود که طول آن 221' 1" بود. این کشتی در سال ۱۹۴۴ ساخته شد.